# The Disaster Artist (sách)
The Disaster Artist: My Life Inside The Room, The Greatest Badest Movie Ever Made là một cuốn hồi ký phi hư cấu xuất bản năm 2013 của Greg Sestero và Tom Bissell, kể lại chi tiết về quá trình phát triển và sản xuất đầy rắc rối của bộ phim cult năm 2003, The Room, cũng như những đấu tranh trong nội tâm của chính Sestero (người dẫn chuyện) khi còn là một diễn viên trẻ và mối quan hệ của anh với đạo diễnTommy Wiseau.
Một bộ phim chuyển thể cùng tên, do James Franco đóng vai Wiseau kiêm đạo diễn và em trai Dave Franco trong vai Sestero, đã công chiếu vào năm 2017.

## Tóm tắt
Greg Sestero là một thanh niên 19 tuổi với tham vọng đầy lớn lao làm diễn viên nhưng bị mắc kẹt lại giữa sự thiếu tự tin của mình. Sau đó cậu đã gặp được Tommy Wiseau trong một lớp học diễn xuất do Jean Shelton tổ chức ở San Francisco. Ban đầu, Sestero cảm thấy ngạc nhiên trước kỹ thuật diễn xuất của Wiseau cùng ngoại hình khác thường, giọng nói bí ẩn và hành vi lập dị của anh, bao gồm cả niềm đam mê với văn hóa Mỹ và luôn từ chối thảo luận về quá khứ của mình. Đồng thời, Sestero cũng ngưỡng mộ Wiseau vì sự nhiệt tình trong công việc và diễn xuất. Sau đó, hai người đã dần hình thành một mối quan hệ kỳ lạ nhưng đầy tình cảm khi Sestero đi sâu vào tìm hiểu về tính cách của Wiseau.
Trong khi Sestero ký được hợp đồng với người đại diện tài năng Iris Burton và bắt đầu tích lũy nhiều kinh nghiệm diễn xuất hơn cũng như kết bạn cùng những người bạn mới, Wiseau đã trở nên ghen tị và lên kế hoạch để kiếm được sự công nhận tương tự, đồng thời đe dọa đuổi cậu ra khỏi căn hộ ở Los Angeles mà anh đang cho mượn, điều đã khiến mối quan hệ giữa hai người trở nên căng thẳng. Sau khi xem Ngài Ripley tài ba lần đầu tiên, Sestero đã bị ấn tượng bởi Wiseau có những nét giống với nhân vật chính đến bất ngờ. Wiseau cũng xem bộ phim và bị ấn tượng sâu sắc, đồng thời ám ảnh với việc tạo ra một tác phẩm mạnh mẽ về mặt cảm xúc. Sau đó, ông đã biến mất khỏi cuộc sống của Sestero trong suốt chín tháng - bao gồm cả những cuộc điện thoại không thường xuyên tiết lộ Wiseau trở nên trầm cảm và có ý định tự tử - nhưng cuối cùng ông đã trở lại Los Angeles với một kịch bản hoàn chỉnh cho bộ phim của mình: The Room.
Với nguồn vốn làm phim không rõ xuất xứ dường như vô tận, Wiseau đã phát triển, sản xuất, đạo diễn và đóng vai chính trong The Room mặc dù không có kiến thức về điện ảnh. Việc thực hiện và sản xuất bộ phim mới thực sự "thảm họa": bản thân câu chuyện hoàn toàn vô nghĩa và đầy rẫy những tình tiết không bao giờ được giải quyết rõ ràng (một phần là do Wiseau từ chối cung cấp cho bất kỳ ai bản sao đầy đủ của kịch bản); rắc rối trong khâu quay phim; các diễn viên và đoàn làm phim liên tục bị thay thế, các cảnh phim phải quay lại liên tục do không hợp ý đạo diễn hoặc "đạo diễn" quên lời; các bối cảnh cũng được tháo dỡ chỉ để dựng lại và quay vào ngày hôm sau. Thậm chí, Wiseau đã đột xuất chọn Sestero sau khi diễn viên được tuyển vào vai Mark bị loại ngay ngày đầu quay phim. Trong những buổi quay cuối cùng, Sestero cùng dàn diễn viên và đoàn phim tin chắc rằng bộ phim sẽ không bao giờ có người xem và đã đánh mất đi sự nhiệt tình ban đầu, dẫn đến các màn trình diễn mờ nhạt, cũng như những sai lầm về kỹ thuật và cách kể chuyện lủng củng không thể sửa chữa trong khâu hậu kỳ. Việc sản xuất bộ phim cũng là lý do khiến mối quan hệ giữa Sestero và bạn gái của cậu đi đến kết thúc; để động viên Sestero, Wiseau sau đó đã viết thêm những cảnh để họ thực hiện trong quá trình quay phim ở San Francisco bởi tổ máy phụ. Hồi ức về những câu chuyện tưởng tượng, buồn bã và tự mâu thuẫn cũng đôi khi xen kẽ trong lời kể của Wiseau, bao gồm cuộc sống thời thơ ấu của ông khi bị bạn bè chế giễu vì giấc mơ Mỹ trong khi lớn lên ở một quốc gia không xác định thuộc khối phía Đông và sự ngược đãi của cảnh sát Pháp sau khi bị bắt oan trong một cuộc truy quét ma túy; những ký ức từ công việc bán hàng lưu niệm và yo-yo đến trở thành một người giàu có qua việc kinh doanh bất động sản, và một tai nạn xe hơi nghiêm trọng đã khiến Wiseau chuyển hướng mục tiêu của mình sang điện ảnh thay vì sự ổn định về mặt tài chính.
Ngay sau khi buổi công chiếu phim kết thúc, Wiseau đã tặng Sestero bản thành phẩm của phim như món quà chia tay. Sestero bật lên cho gia đình cậu xem và họ đều bị cuốn vào bởi sự kém cỏi kỳ lạ của nó. Trùng hợp thay, một thời gian sau khi ra mắt, The Room đã trở thành "tác phẩm kinh điển đình đám" và được gọi là "Citizen Kane của phim dở".

## Sách nói
Vào tháng 5 năm 2014, bản sách nói của The Disaster Artist đã được phát hành bởi Tantor Media, với giọng đọc của Sestero. Phần cảm nhận của Sestero về Wiseau tại cuối câu chuyện cũng nhận được nhiều lời khen ngợi từ các nhà phê bình, bao gồm cả The Huffington Post và Publishers Weekly.

## Chuyển thể
Một bộ phim chuyển thể cùng tên do James Franco đồng sản xuất và đạo diễn với sự tham gia của anh trong vai Wiseau và em trai Dave Franco trong vai Sestero đã được công chiếu lần đầu tại liên hoan South by Southwest vào ngày 12 tháng 3 năm 2017 và phát hành rộng rãi tại Hoa Kỳ từ ngày 1 tháng 12 năm 2017. Phim sau đó đã giành được giải nam diễn viên phim ca nhạc hoặc phim hài xuất sắc nhất cho James Franco tại Lễ trao giải Quả cầu vàng và đề cử giải Oscar cho Kịch bản chuyển thể xuất sắc nhất.

## Giải thưởng
Vào tháng 3 năm 2014, The Disaster Artist đã đoạt giải Sách phi hư cấu được yêu thích nhất năm 2013 tại Bookish. Cũng vào ngày 23 tháng 11 năm 2014, The Disaster Artist được xướng tên tại hạng mục Sách phi hư cấu xuất sắc nhất của lễ trao giải Báo chí Nghệ thuật & Giải trí Quốc gia ở Los Angeles. Các giám khảo đều ca ngợi cuốn sách và nói rằng “The Disaster Artist không chỉ là cuốn sách hay, nó sẽ trở thành một bộ phim tuyệt vời nếu được chuyển thể. Câu chuyện giống như Ed Wood, American Hustle và sự điên loạn của Công dân Kane — cùng một chút Monty Python được ném vào hỗn hợp".
Ngày 11 tháng 2 năm 2015, bản sách nói của The Disaster Artist với giọng đọc của Greg Sestero đã lọt vào danh sách đề cử giải Sách nói hài hước nhất tại Lễ trao giải Audie, sau đó thắng giải tại lễ trao giải vào ngày 28 tháng 5 năm 2015 ở thành phố New York.
Vào tháng 12 năm 2017, The Disaster Artist đã xuất hiện lần đầu trong Danh sách bán chạy nhất của The New York Times thể loại sách phi hư cấu bìa mềm.